# ジョセフ・ラウントリー (実業家)
ジョセフ・ラウントリー（Joseph Rowntree、1836年5月24日 - 1925年2月24日）は、イングランドのヨーク出身のクエーカーの実業家、慈善家。おそらくラウントリーは、卓越した社会改革家として、チャールス・ブースの協力者、友人として、また、当時はラウントリー家の家業であり、イギリスを代表するチョコレート製造業者のひとつとなったラウントリーズの経営者として、最もよく知られていた。有力な実業家であったラウントリーは、従業員の生活の質の改善に深く関心を寄せており、それを契機として慈善家となり、数多くのチャリティー活動に関わった。
ラウントリーは1904年に3つのトラスト（信託財団）を創設したが、そのうちジョセフ・ラウントリー・ヴィレッジ・トラスト ( Joseph Rowntree Village Trust, JRVT) は、ガーデン・ヴィレッジとして建設されたヨーク郊外のニュー・イアーズウィックの経営にあたる組織として設立されたものであり、このほかに、ジョセフ・ラウントリー・チャリタブル・ トラスト ( Joseph Rowntree Charitable Trus, JRCT) とジョセフ・ラウントリー・ソーシャル・サービス・トラスト (Joseph Rowntree Social Services Trust, JRSST) が設立された。あとの2者は、社会改革を目指して設立されたもので、 JRCTはチャリティーとして、JRSSTは有限責任会社として設立されており、法的規制からチャリティーでは提供できない類の社会的、政治的業務をJRSSTが担うように意図されていた。ラウントリー自身は、恒久的に存続するのはJRVTだけであろうと述べていたが、実際にはすべてのトラストが存続し続けることとなり、JRSSTは名称をジョセフ・ラウントリー・リフォーム・トラスト (Joseph Rowntree Reform Trust) と名称を変更し、JRVTからは1968年にジョセフ・ラウントリー・ハウジング・トラスト (Joseph Rowntree Housing Trust) が分離されたため、ラウントリーが創設したトラスト群は今では4つの組織となっている。

## 生い立ち
ラウントリーは、母サラ (Sarah) と父ジョセフ・ラウントリーの間の息子として、父が食料雑貨店を営んでいたヨークのペイブメント通り (The Pavement) で生まれた。彼は、ブーサム校に学んだ。14歳のときに、父に従ってアイルランドへ旅行し、ジャガイモ飢饉の影響を目撃した 。この経験は、後の彼の政治的見解や事業の発想の基礎を作ることになった。

## 経歴
ラウントリーは、この旅行の翌年から父の店で徒弟として働き始め、1859年の父の死を受け、兄であるジョン・スティーヴンソン・ラウントリーとの共同経営で事業を継承した。
1869年には、弟であるヘンリー・アイザック・ラウントリーが所有していたチョコレート工場の経営に参画した。ヘンリー・アイザックは1883年に死去し、ジョセフは、この事業の所有者となった。彼は、この事業、ラウントリーズ社の経営において、その進歩的な着想を次々と打ち出し、1881年に開設した新工場の設計や、工場におけるその後の経営実践に活かし、例えば、独自の企業年金制度なども導入した
ラウントリーズ社の工場の従業員数は、30人から始まり、19世紀末には4,000人になっており、当時のイギリスにおいて80番目に大きな工場となっていた。この事業は後に、1969年にはジョン・マッキントッシュ・アンド・カンパニー (John Mackintosh and Co.)と合併し、さらに1988年にはネスレによって買収されることとなる。
ジョセフ・ラウントリーは2度結婚し、1862年に結婚した妻ジュリア・イライザ・シーボーム (Julia Eliza Seebohm) とは1863年に死別したが、1867年に亡妻の従姉妹であったエマ・アントワネット・シーボーム (Emma Antoinette Seebohm) と再婚して、6人の子どもをもうけた。社会調査家として知られるシーボーム・ラウントリーは、彼の息子のひとりである。
ジョセフ・ラウントリーの墓は、一族の多くの墓とともに、ヨークのヘルシントン・ロード (Heslington Road) の The Retreat の敷地の一角にあるクエーカー墓地にある。
慈善家としてのラウントリーは、政治において、自由主義的価値を支持し、従業員の生活の質の改善に心を砕いていた。彼は、従業員たちのために図書館や無料の教育機会、企業内雑誌『The Cocoa Workers Magazine』、社会福祉の担当者、医師、歯科医師、年金基金を提供した。

## ジョセフ・ラウントリー・スクール
1942年、ニュー・イアーズウィックに、彼の名を冠したジョセフ・ラウントリー・スクール (Joseph Rowntree School) が、ジョセフ・ラウントリー・ヴィレッジ・トラストによって設立された。2010年に、この学校は、2900万ポンドをかけて、新たな場所へ移転した。この学校の生徒たちは、学校のことを「ジョロ (Jo Ro)」と通称している。

## 銅像の設置を求める声
2012年夏には、ヨーク中心部の目立つ場所にジョセフ・ラウントリーの銅像を設置することを求める運動が始まった、と報じられた。

## 関連文献
- アン・ヴァーノン 著、佐伯岩夫、岡村東洋光 訳『ジョーゼフ・ラウントリーの生涯：あるクエーカー実業家のなしたフィランソロピー』創元社、2006年。
  - 上記の一部に相当する部分訳：アン・ヴァーノン「翻訳 アン・ヴァーノン著『クエーカー企業家 ジョーゼフ・ラウントリーの生涯1836-1925』(上)」『エコノミクス』第10巻2/3/4、九州産業大学、2006年3月30日、65-126頁。 NAID 110006178907